# Psinno
Psinno – jezioro w woj. zachodniopomorskim, w powiecie wałeckim, w gminie Mirosławiec, leżące na terenie Pojezierza Wałeckiego.

## Dane morfometryczne
Powierzchnia zwierciadła wody według różnych źródeł wynosi od 10,81 ha(lustra wody) przez 12,5 ha lub 12,87 ha (ogólna) do 13,1 ha.
Zwierciadło wody położone jest na wysokości 114,8 m n.p.m. 
Średnia głębokość jeziora wynosi 2,6 m, natomiast głębokość maksymalna 4,1 m.

## Hydronimia
Dane z państwowego rejestru nazw geograficznych podają Psinno jako nazwę tego jeziora. Według spisu opracowanego przez Komisję Nazw Miejscowości i Obiektów Fizjograficznych (KNMiOF) nazwa tego jeziora to Bobkowe Jezioro. W różnych publikacjach i na mapach topograficznych jezioro to występuje pod nazwami Bobkowe, Bobkowo lub Mazanowo Małe.
Dane z państwowego rejestru nazw geograficznych podają tylko dwie oboczne nazwy tego jeziora: Bobkowe Jezioro; Bobkowo.